# NS 3600
De serie NS 3600 was een serie sneltreinstoomlocomotieven van de Nederlandse Spoorwegen (NS) en diens voorgangers Maatschappij tot Exploitatie van Staatsspoorwegen (SS) en Nederlandsche Centraal-Spoorweg-Maatschappij (NCS).
De eerste twee locomotieven, met de nummers 71 en 72, werden in 1910 geleverd, in 1911 tot 1914 volgden de nummers 73 tot 78.
De locomotieven 73-78 hadden niet langer een geheel gestroomlijnd machinistenhuis.
De locomotieven 75-78 hadden ook iets andere tenders.
Door hun spitsvormige rookkastdeur kregen deze locomotieven al snel de bijnaam "Zeppelin".
In 1919 werd de exploitatie van de NCS overgenomen door de SS, waarbij deze locomotieven in de SS-nummering werden opgenomen als 971-978.
Bij de samenvoeging van het materieelpark van de SS en de HSM in 1921 kregen de locomotieven van deze serie de NS-nummers 3601-3608. In 1925 werden de locomotieven voorzien van een ketel die praktisch gelijk was aan die van de serie NS 3700, door de brede Belpaire vuurkist verloor het machinistenhuis daardoor zijn stroomlijnvorm. Vanaf 1935 kregen ze een beremd loopdraaistel en volledig gelaste tender die gelijk was aan die van de serie NS 3900. De maximumsnelheid kon hierdoor verhoogd worden tot 110 km/uur. De laatste locomotief van deze serie werd in 1953 buiten dienst gesteld. Er is geen exemplaar bewaard gebleven.
| Fabrieksnummer | In dienst | NCS nummer | SS nummer | NS nummer | Uit dienst | Bijzonderheden                                                                        |
| -------------- | --------- | ---------- | --------- | --------- | ---------- | ------------------------------------------------------------------------------------- |
| 3140           | 1910      | 71         | 971       | 3601      | 1951       |                                                                                       |
| 3141           | 1910      | 72         | 972       | 3602      | 1947       | Weggevoerd naar Duitsland, na terugkeer afgevoerd wegens oorlogsschade.               |
| 3276           | 1911      | 73         | 973       | 3603      | 1953       | Weggevoerd naar Duitsland, na terugkeer hersteld oorlogsschade.                       |
| 3277           | 1911      | 74         | 974       | 3604      | 1952       |                                                                                       |
| 3404           | 1913      | 75         | 975       | 3605      | 1957       | Weggevoerd naar Duitsland, in 1950 als vermist opgegeven. In 1957 in de DDR gesloopt. |
| 3405           | 1913      | 76         | 976       | 3606      | 1947       | Weggevoerd naar Duitsland, na terugkeer afgevoerd wegens oorlogsschade.               |
| 3406           | 1914      | 77         | 977       | 3607      | 1952       | Weggevoerd naar Duitsland, na terugkeer hersteld oorlogsschade.                       |
| 3413           | 1914      | 78         | 978       | 3608      | 1947       | Weggevoerd naar Duitsland, na terugkeer afgevoerd wegens oorlogsschade.               |

## Galerij

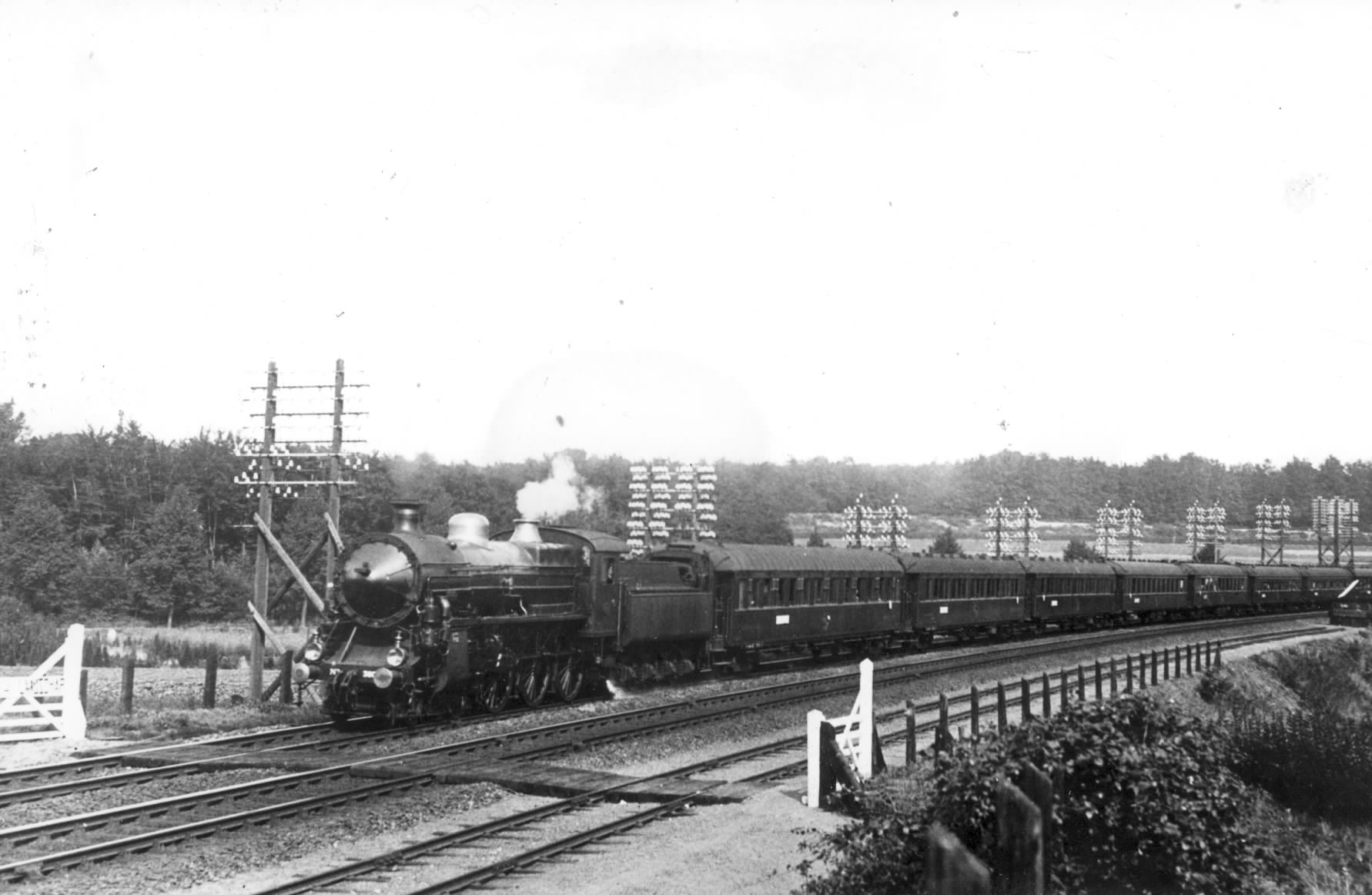
Een NS 3600 met internationale rijtuigen als D trein nabij Oosterbeek Laag. (08-08-1939)
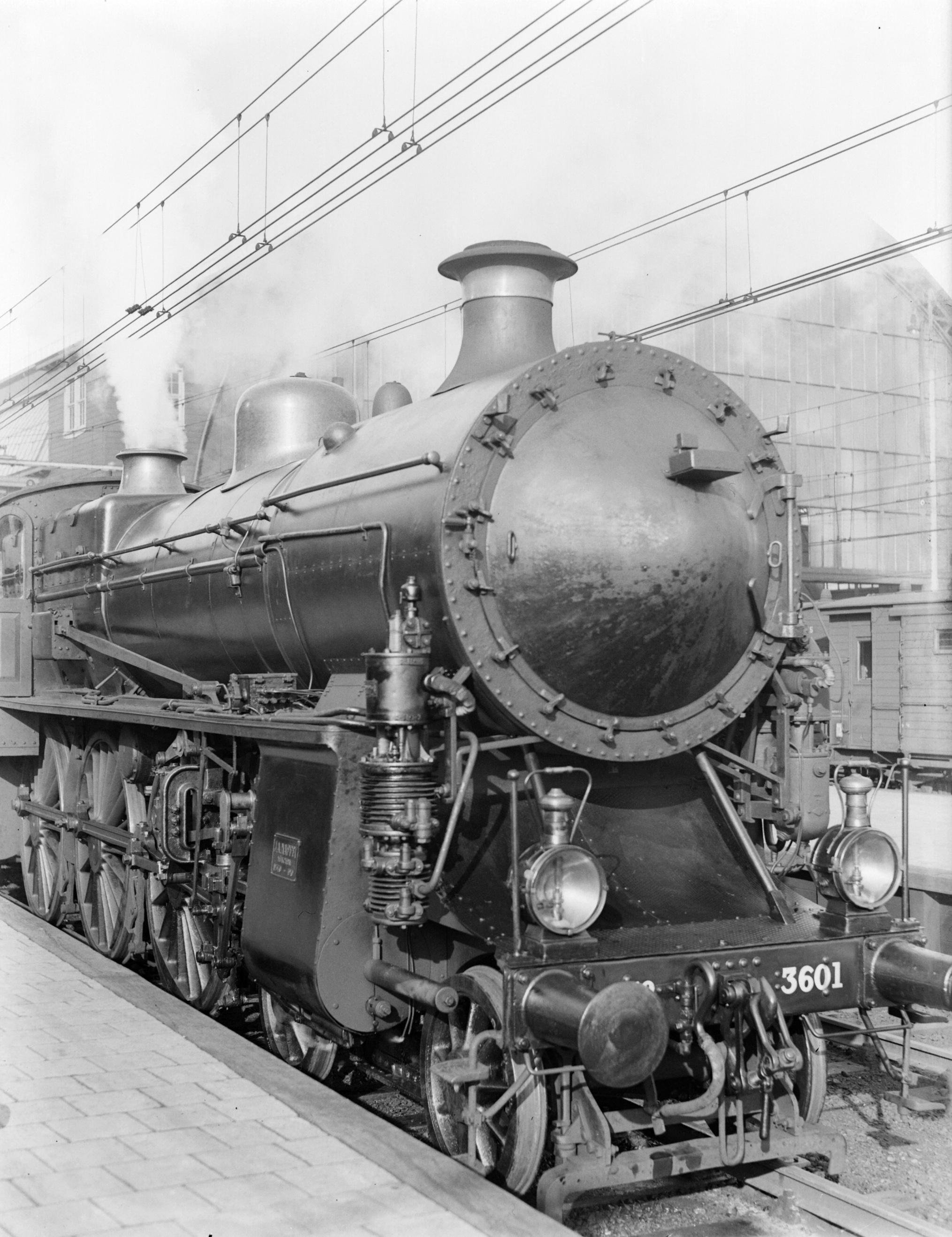
NS 3604 op Amsterdam Centraal. (1932)
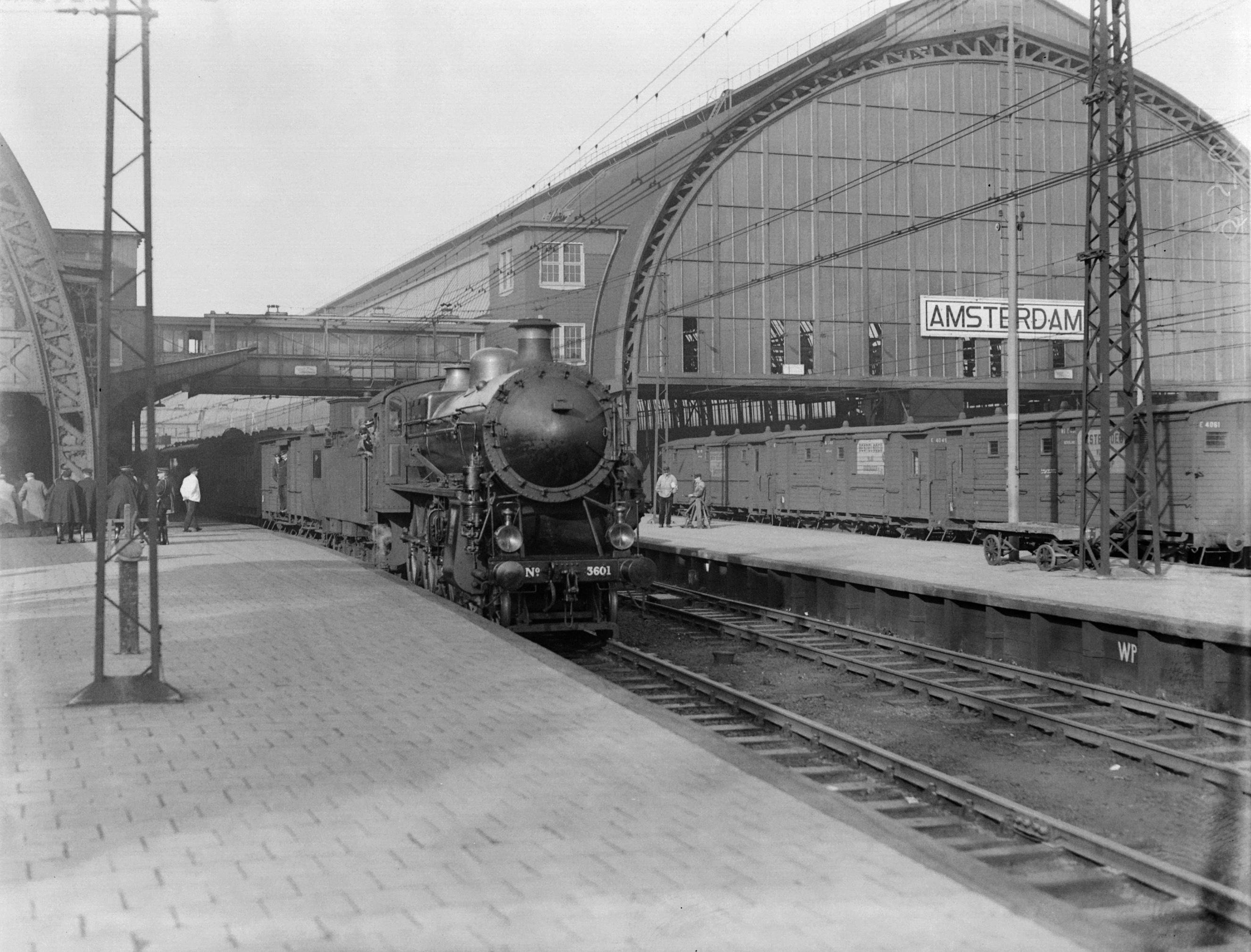
NS 3601 met wagons aan een perron van Amsterdam Centraal. (1932)
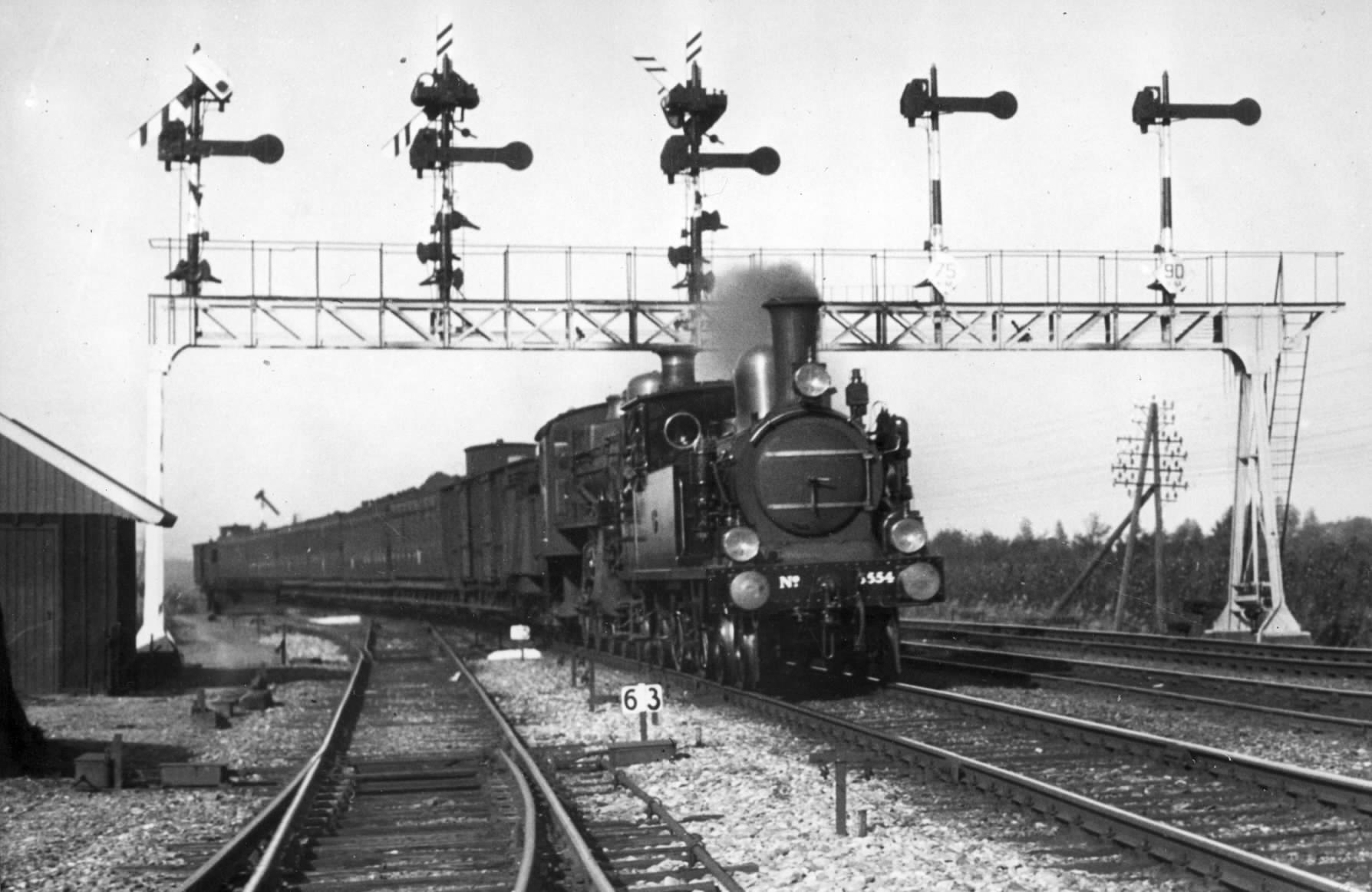
Een NS 3600 achter NS 5554 met rijtuigen onder de seinbrug te Naarden-Bussum. (Juni 1936)
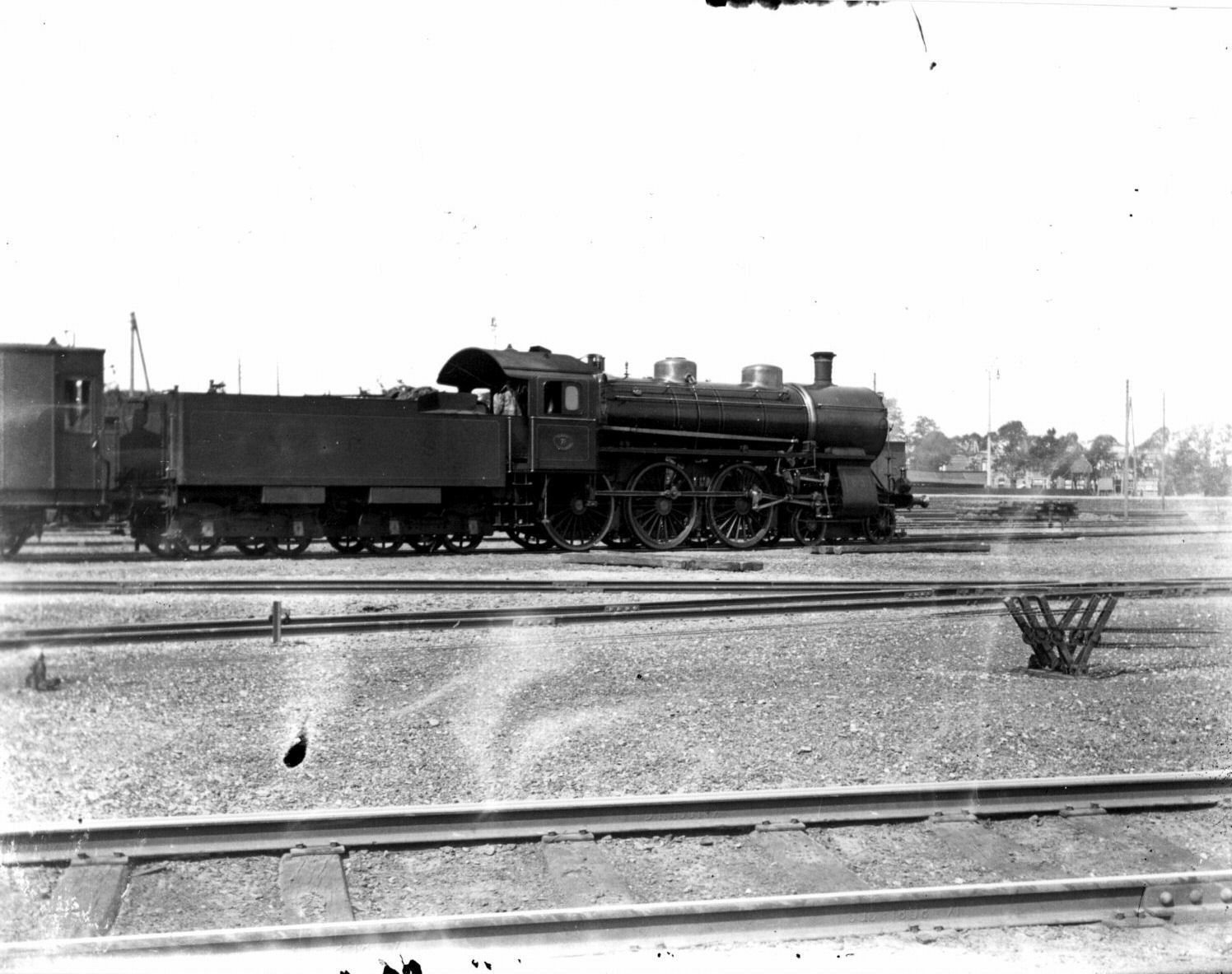
NS 3601. (Tussen 1910 - 1920)
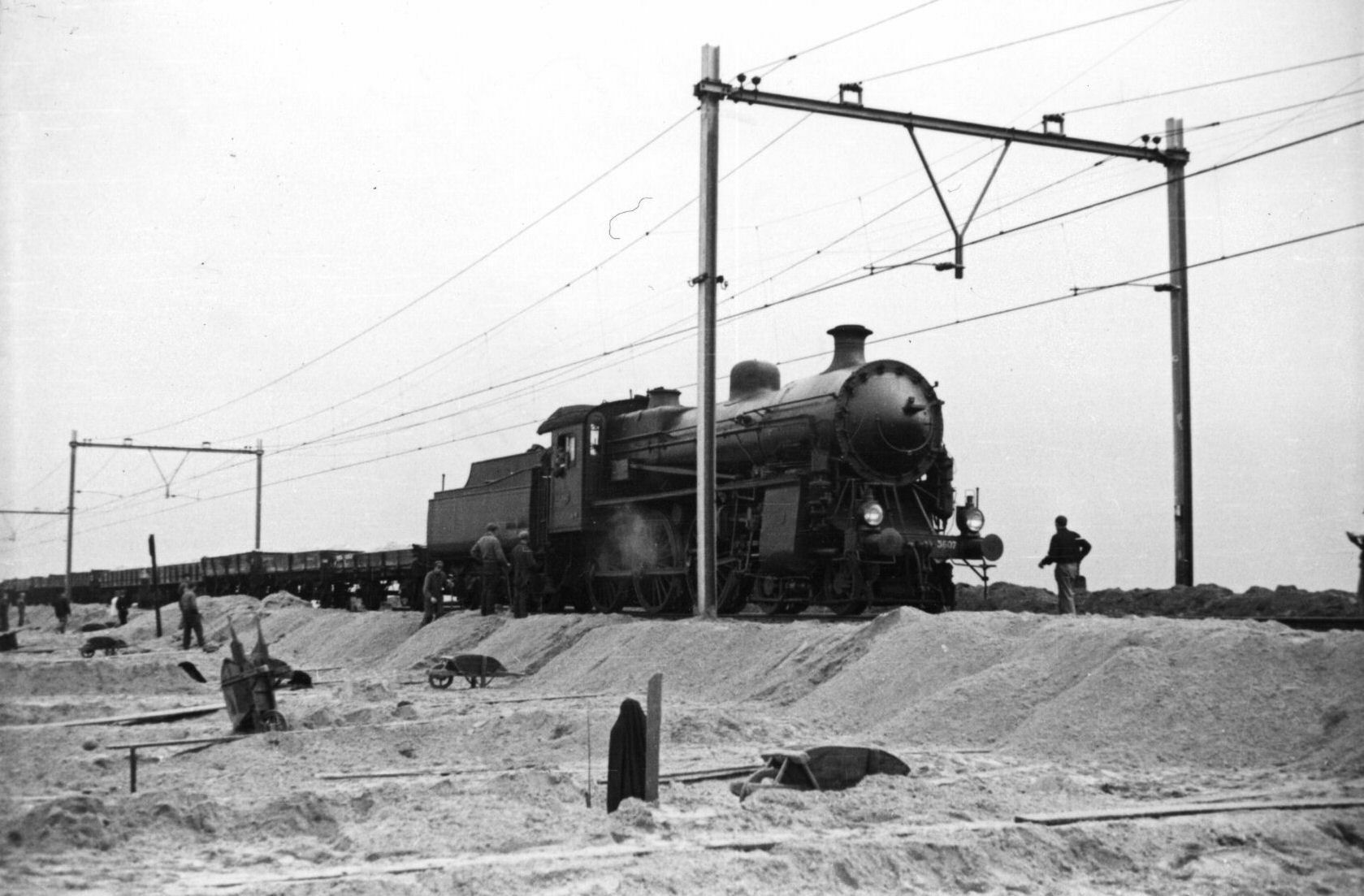
NS 3607 met een zandtrein, vermoedelijk tijdens de werkzaamheden aan de spoordijk tussen Gouda en Oudewater. (1947)
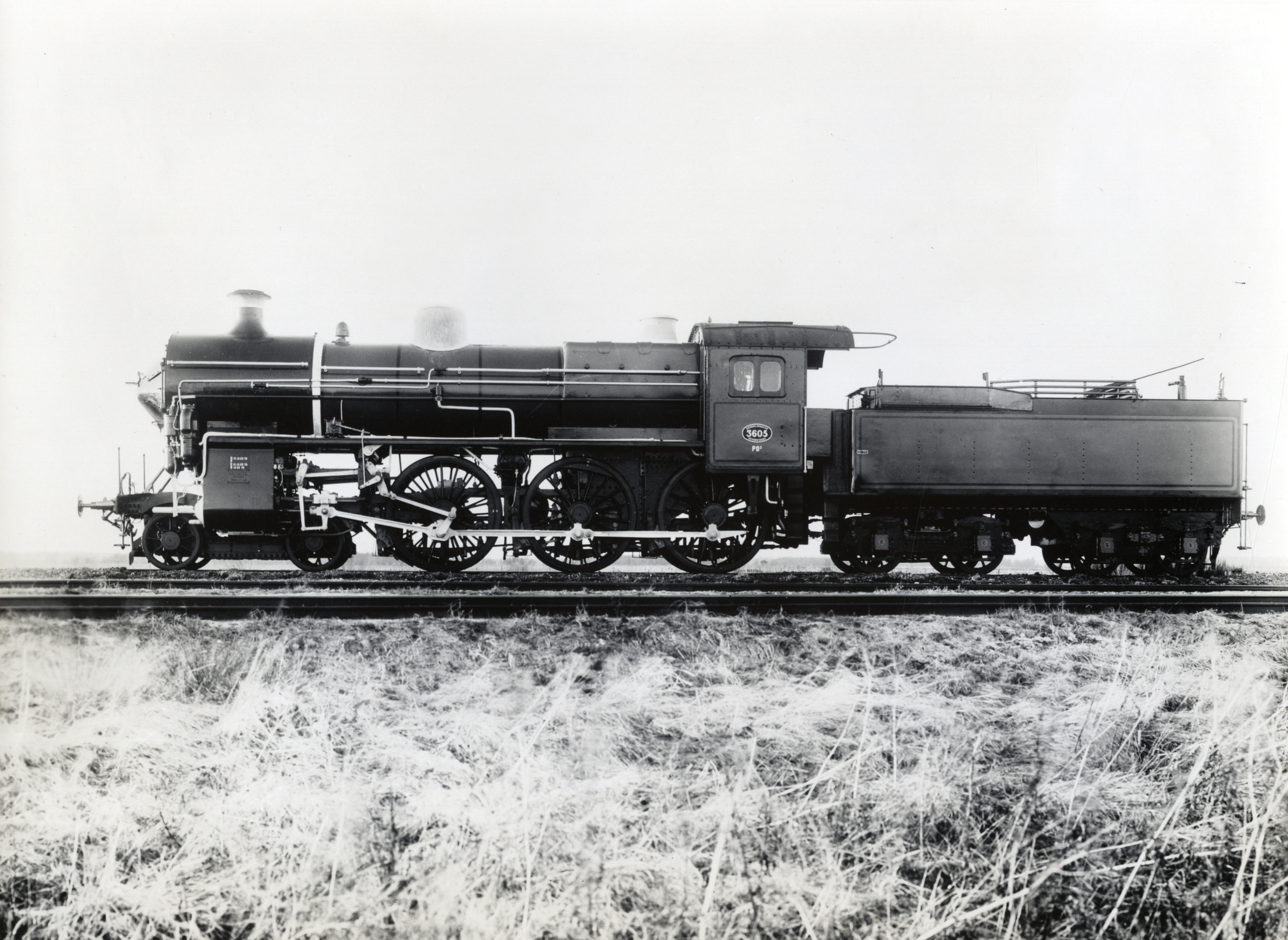
NS 3605. (Tussen 1925 - 1930)
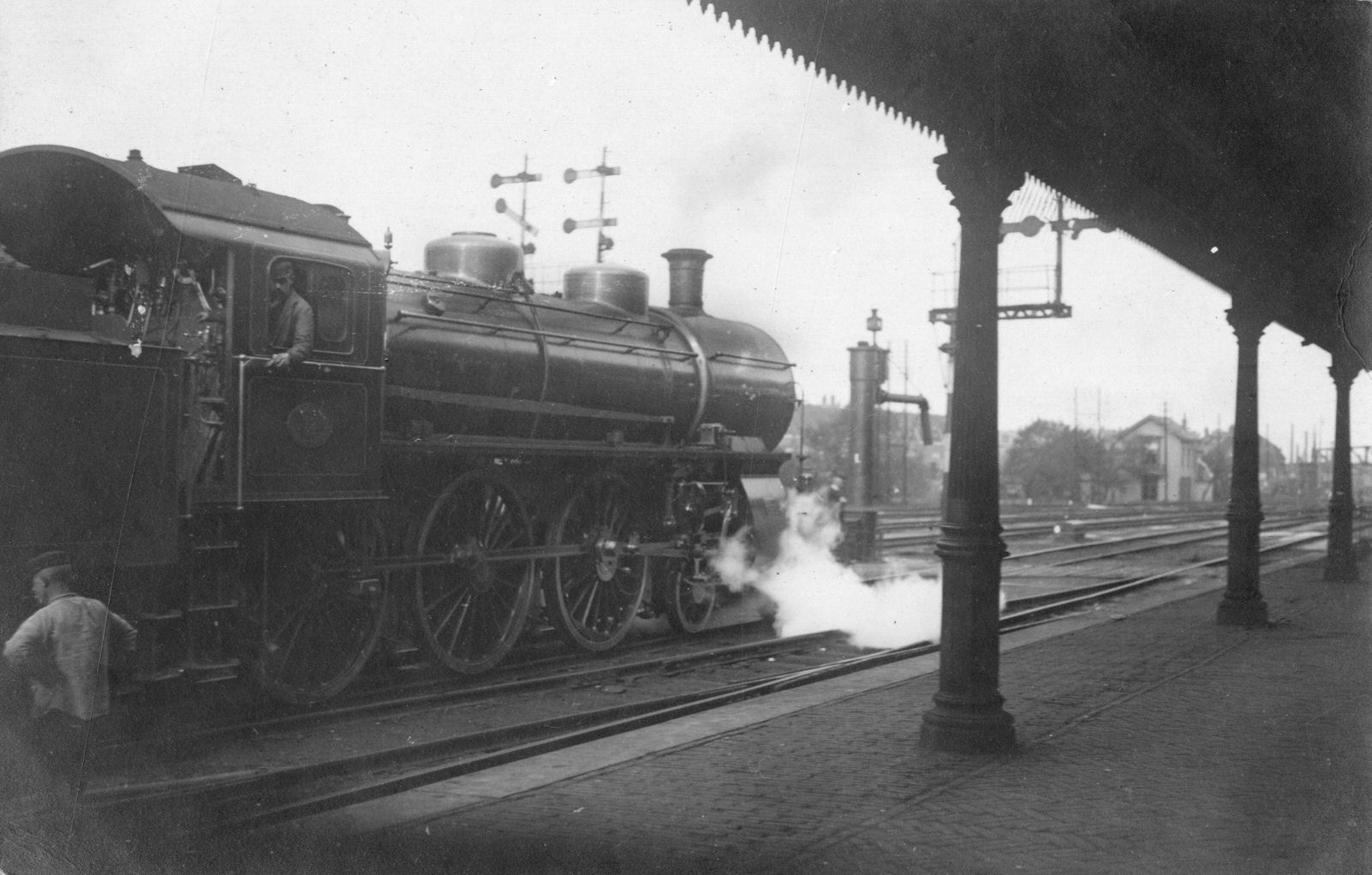
NS 3602 / NCS 72 te Utrecht. (Tussen 1910 - 1920)
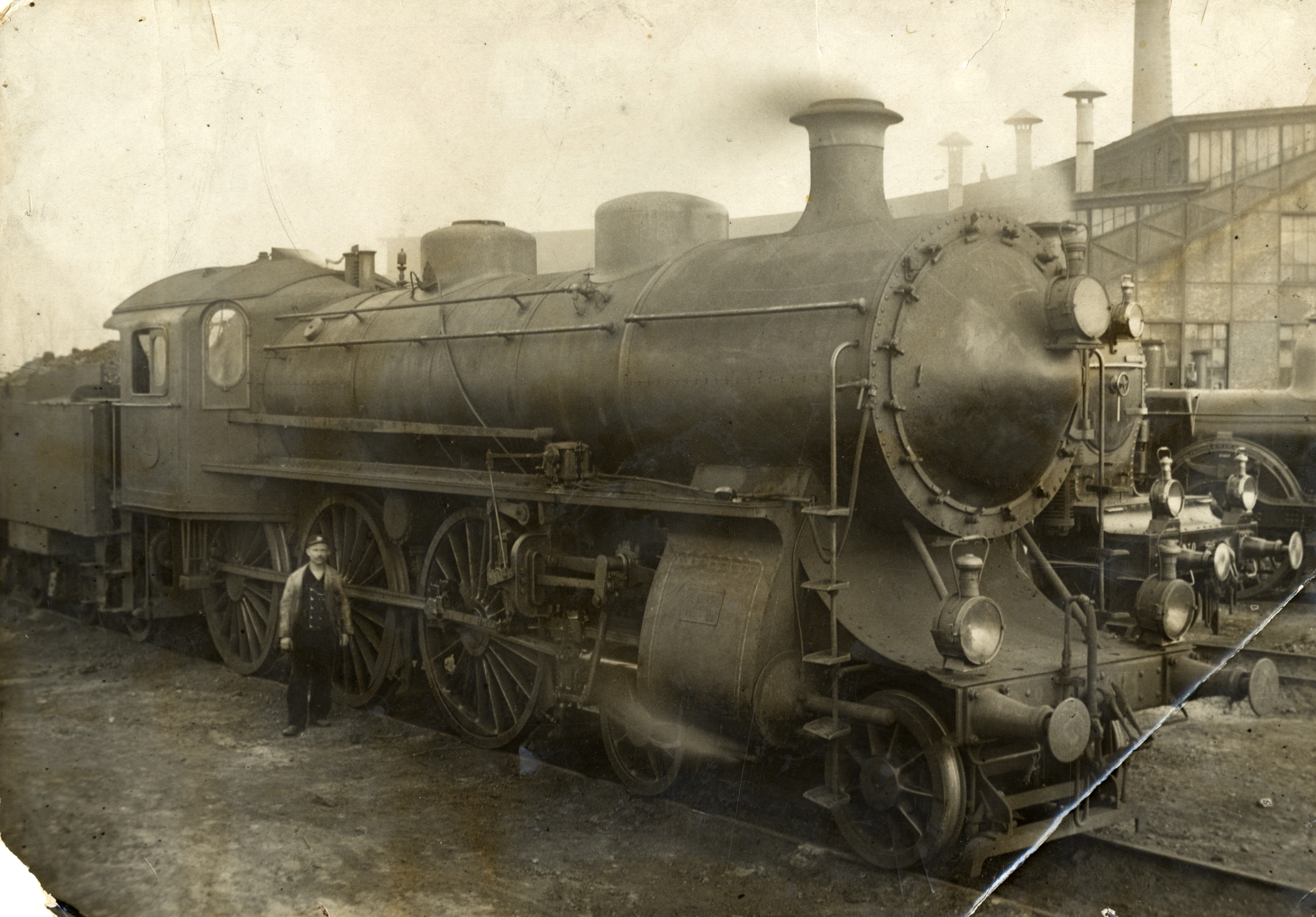
NS 3603 / NCS 73 vermoedelijk te Roosendaal. (Tussen 1920 - 1930)
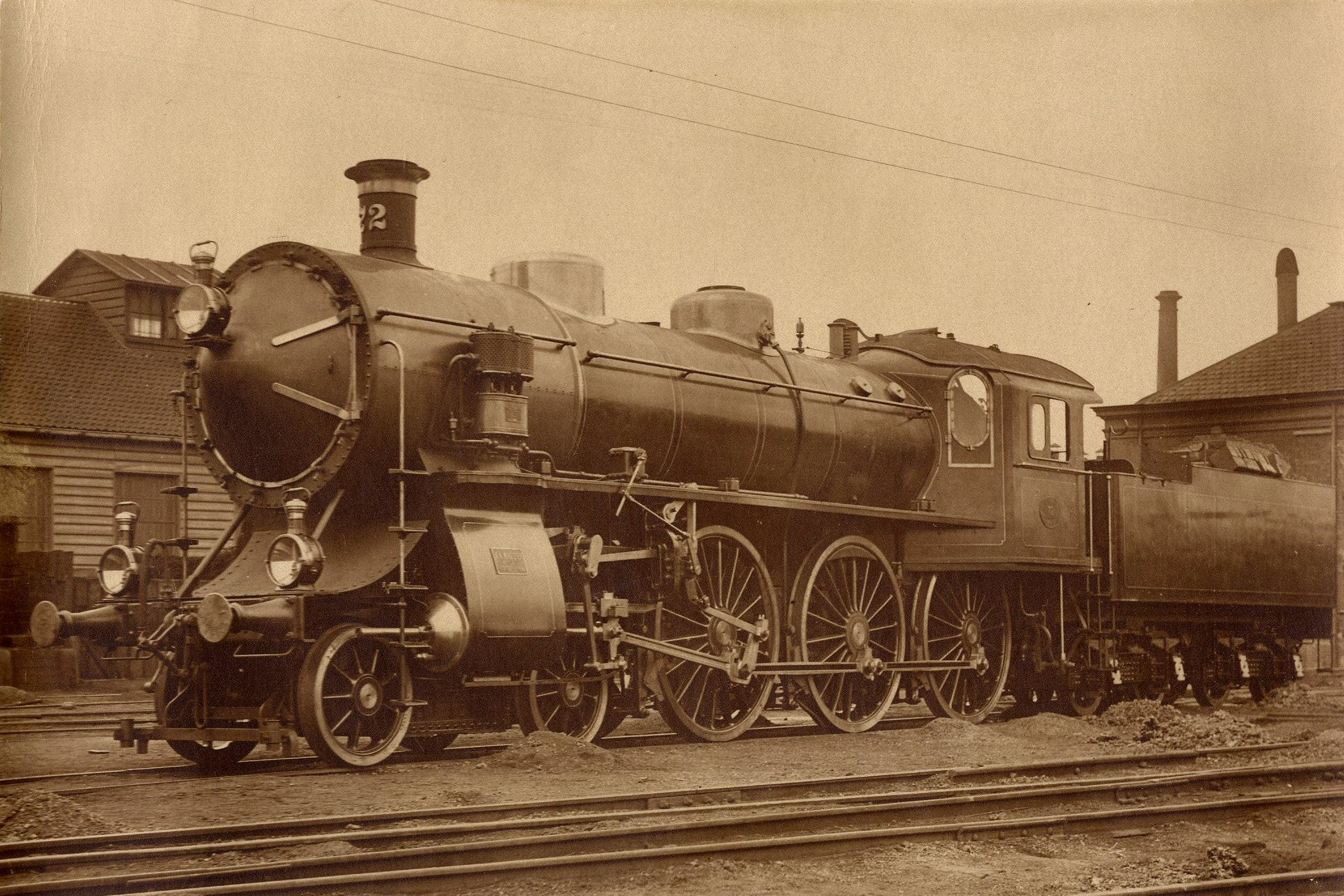
NS 3602 / NCS 72 te Utrecht. (1910)
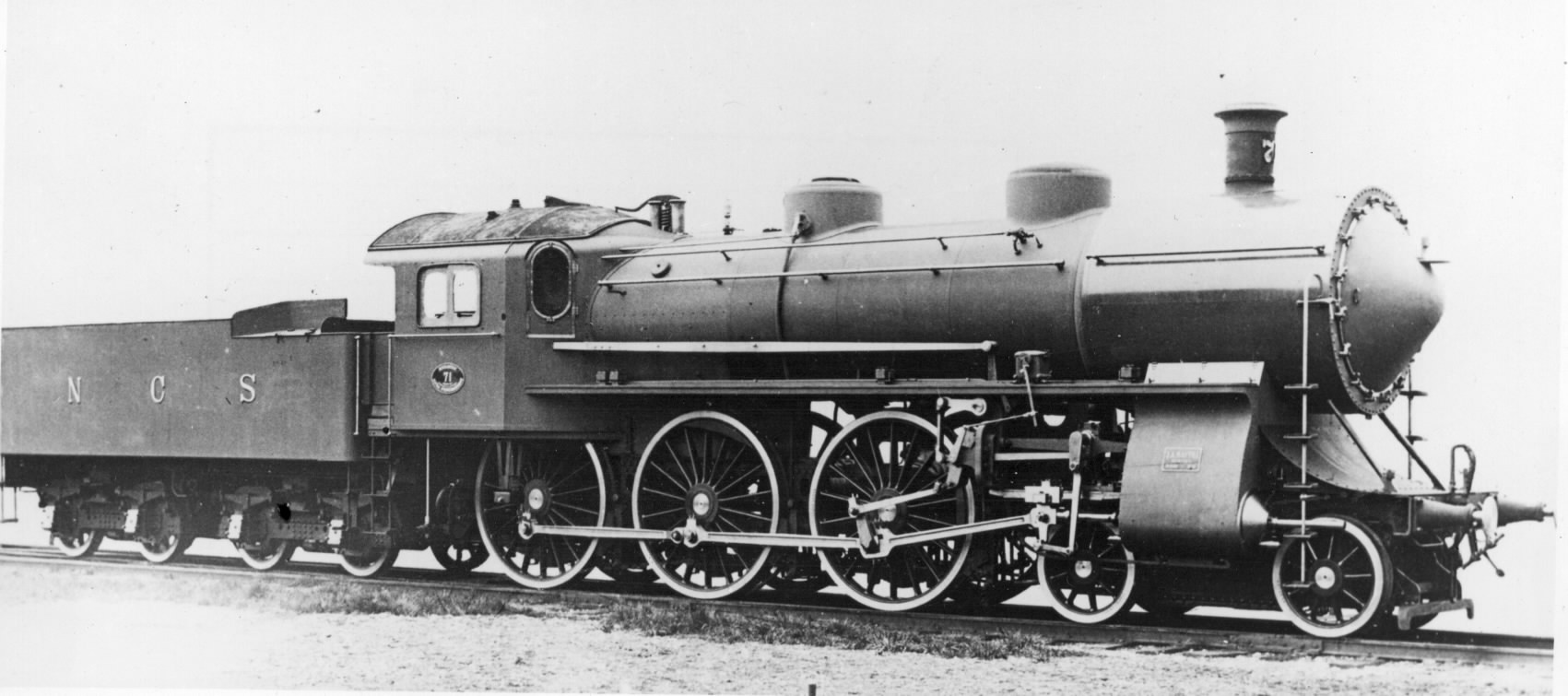
NS 3601 / NCS 71 (Tussen 1910 - 1925)
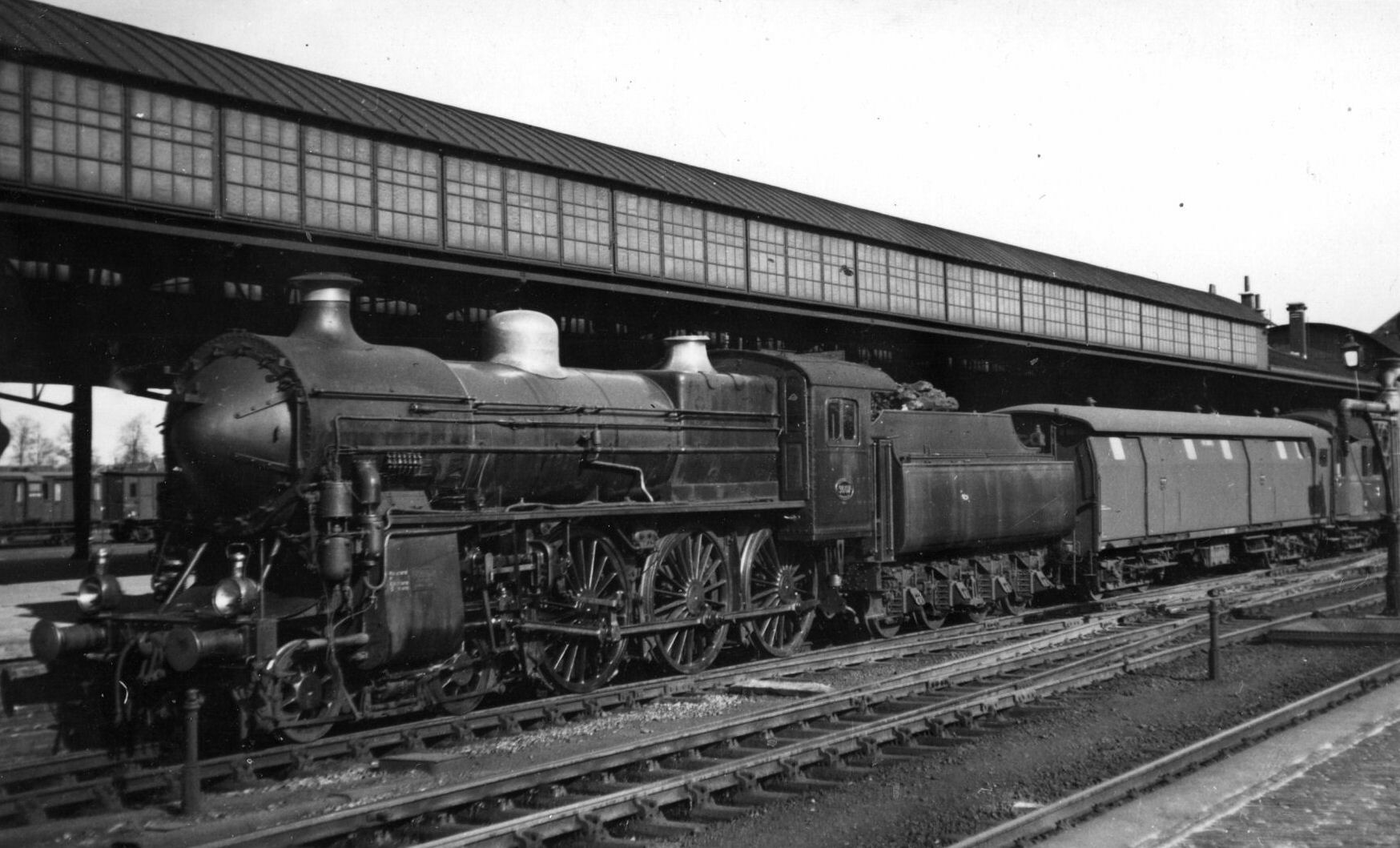
NS 3607 met trein 384 op het station van Amersfoort. (Maart 1937)
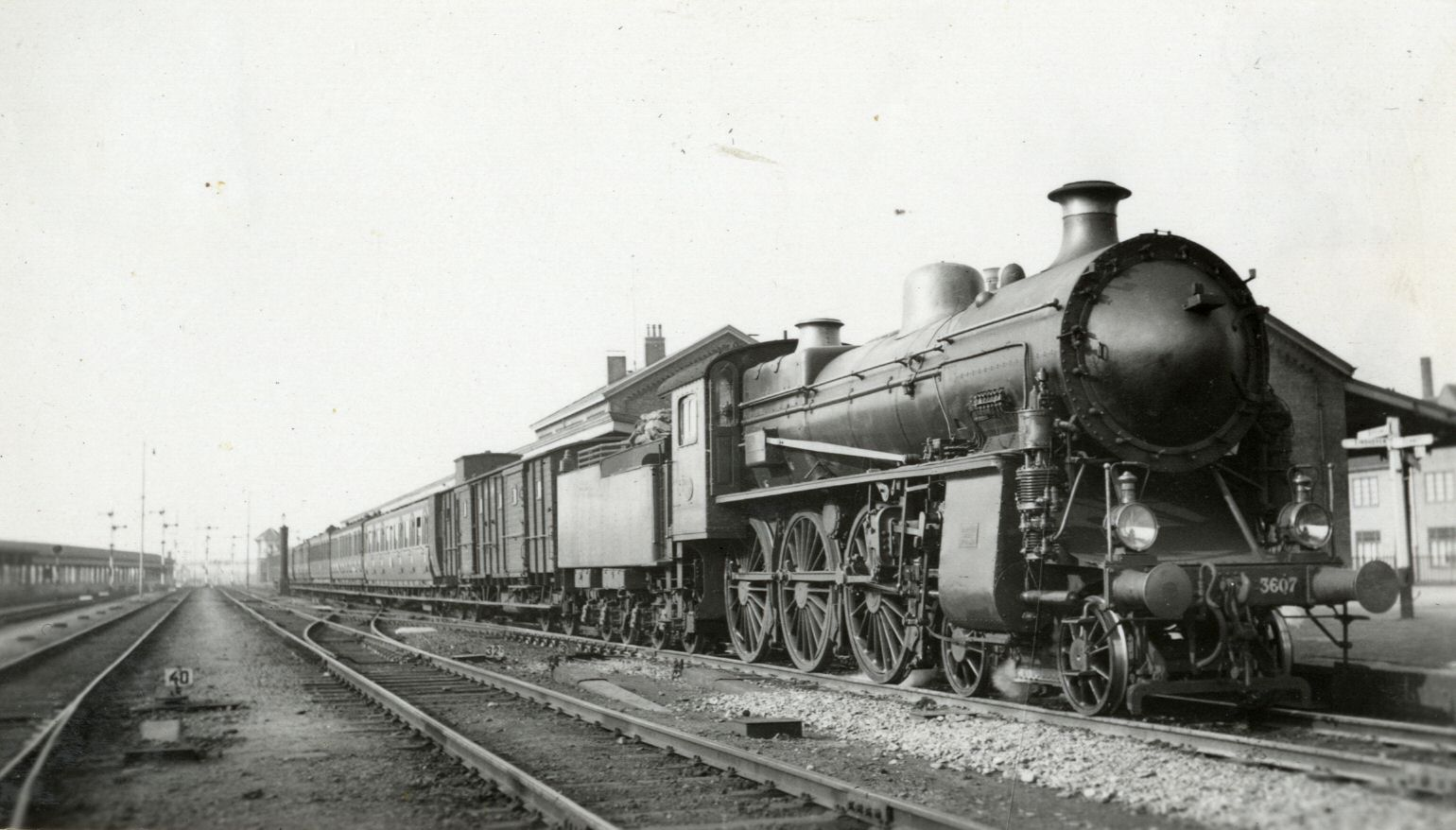
NS 3607 op het station van Boxtel (1925)
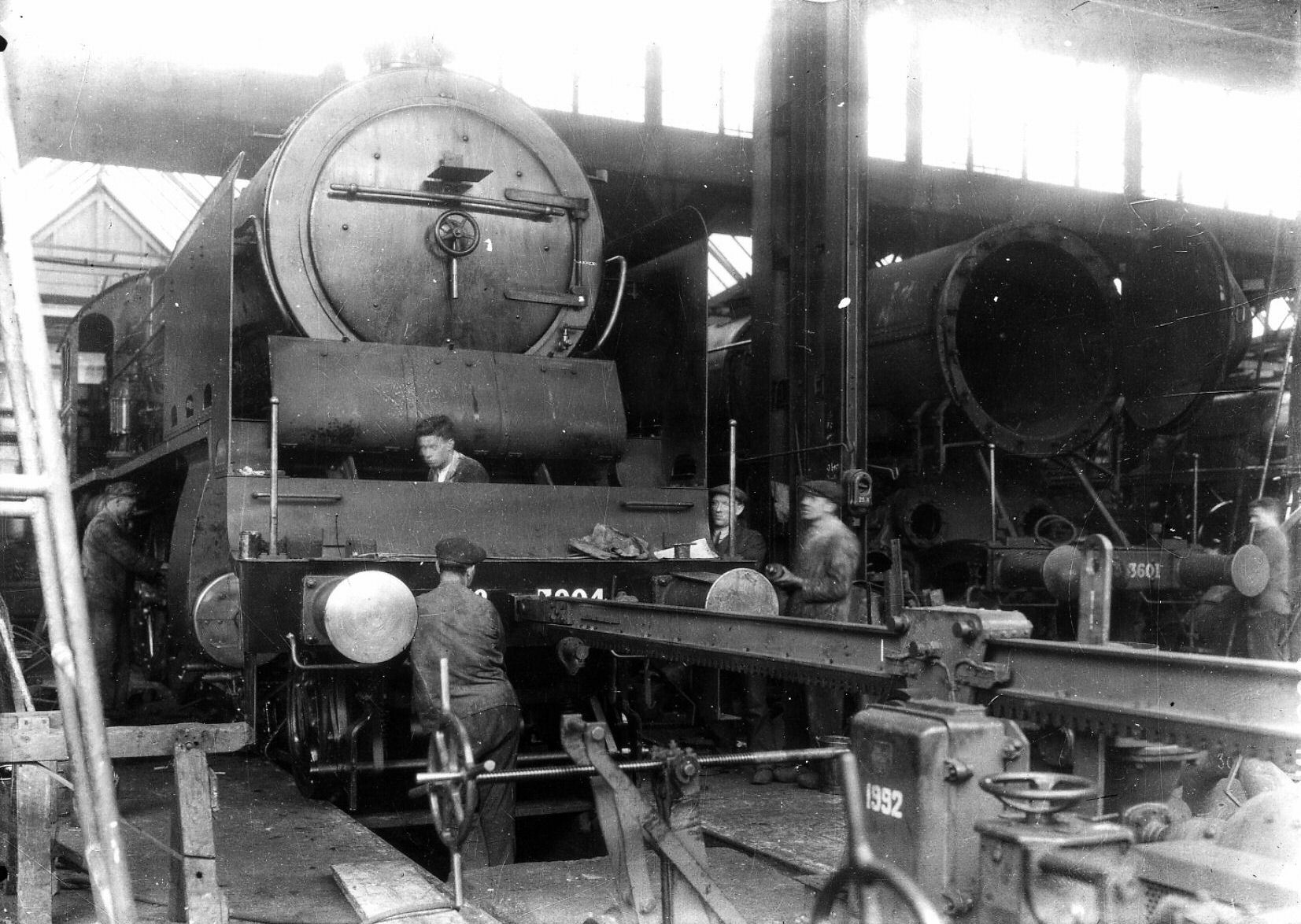
NS 3904 links en NS 3601 rechts in de werkplaats in Tilburg. (Juni 1933)